# Бич (аэропорт)
Аэропорт Бич (англ. Beach Airport), (FAA LID: 20U) — государственный гражданский аэропорт, расположенный в 1,6 километрах к северо-востоку от центрального делового района города Бич (Северная Дакота), США.

## Операционная деятельность
Аэропорт Бич занимает площадь в 60 гектаров, находится на высоте 840 метров над уровнем моря и эксплуатирует одну взлётно-посадочную полосу:
- 12/30 размерами 1280 х 18 метров с асфальтовым покрытием.

За период с 31 декабря 2006 года по 31 декабря 2007 года Аэропорт Бич обработал 1670 операций взлётов и посадок самолётов (в среднем 139 операций в месяц), из них 96 % пришлось на авиацию общего назначения, 4 % — на рейсы аэротакси и менее 1 % заняли рейсы военной авиации.